# Laat het vanavond gebeuren
Laat het vanavond gebeuren is een nummer van de Nederlandse band De Dijk uit 1997. Het is de tweede single van hun negende studioalbum De stand van de maan.
Het nummer is een van de stevigere nummers van De Dijk. Inmiddels is het een traditie geworden dat De Dijk ieder concert start met dit nummer. Ondanks dat het slechts een bescheiden 23e positie behaalde in de Nederlandse Top 40, werd het nummer toch een grote radiohit en is het een van de bekendste nummers van De Dijk.

## NPO Radio 2 Top 2000
| Nummer met noteringen in de NPO Radio 2 Top 2000 | '09  | '10 | '11  | '12  | '13  | '14  | '15  | '16-'21 | '22  | '23  | '24  |
| ------------------------------------------------ | ---- | --- | ---- | ---- | ---- | ---- | ---- | ------- | ---- | ---- | ---- |
| Laat het vanavond gebeuren                       | 1778 | -   | 1585 | 1724 | 1627 | 1737 | 1735 | -       | 1538 | 1831 | 1664 |

1. ↑  Een '-' betekent dat het nummer niet was genoteerd en een vetgedrukt getal geeft de hoogste notering aan.
2. ↑  2009 was het eerste jaar met een notering voor dit nummer.